# La Esperanza, Amatán
La Esperanza är en ort i Mexiko.   Den ligger i kommunen Amatán och delstaten Chiapas, i den sydöstra delen av landet, 700 km öster om huvudstaden Mexico City. La Esperanza ligger 710 meter över havet och antalet invånare är 552.
Terrängen runt La Esperanza är kuperad åt nordväst, men åt sydost är den bergig. Runt La Esperanza är det ganska tätbefolkat, med 90 invånare per kvadratkilometer. Närmaste större samhälle är Amatán, 7,1 km norr om La Esperanza. I omgivningarna runt La Esperanza växer i huvudsak städsegrön lövskog.